# Kanton Montauban-de-Bretagne
Kanton Montauban-de-Bretagne (francouzsky Canton de Montauban-de-Bretagne) je francouzský kanton v departementu Ille-et-Vilaine v regionu Bretaň. Tvoří ho osm obcí.

## Obce kantonu
- Boisgervilly
- La Chapelle-du-Lou
- Landujan
- Le Lou-du-Lac
- Montauban-de-Bretagne
- Médréac
- Saint-M'Hervon
- Saint-Uniac